# Personaggi de L'ispettore Coliandro

Gargiulo, Coliandro e Trombetti, tra i protagonisti della prima stagione della serie TV.

Questa voce contiene un elenco dei personaggi presenti nella serie televisiva L'ispettore Coliandro.

## Personaggi principali
| Personaggio | Interprete         | Stagione | Stagione | Stagione | Stagione | Stagione | Stagione | Stagione | Stagione |
| Personaggio | Interprete         | 1        | 2        | 3        | 4        | 5        | 6        | 7        | 8        |
| ----------- | ------------------ | -------- | -------- | -------- | -------- | -------- | -------- | -------- | -------- |
| Coliandro   | Giampaolo Morelli  |          |          |          |          |          |          |          |          |
| Trombetti   | Enrico Silvestrin  |          |          |          |          |          |          |          |          |
| Longhi      | Veronika Logan     |          |          |          |          |          |          |          |          |
| Gargiulo    | Giuseppe Soleri    |          |          |          |          |          |          |          |          |
| De Zan      | Alessandro Rossi   |          |          |          |          |          |          |          |          |
| Borromini   | Massimiliano Bruno |          |          |          |          |          |          |          |          |
| Gamberini   | Paolo Sassanelli   |          |          |          |          |          |          |          |          |
| Balboni     | Enrica Ajò         |          |          |          |          |          |          |          |          |
| Bertaccini  | Caterina Silva     |          |          |          |          |          |          |          |          |
| Paffoni     | Luisella Notari    |          |          |          |          |          |          |          |          |
| Buffarini   | Benedetta Cimatti  |          |          |          |          |          |          |          |          |
| Lorusso     | Francesco Zenzola  |          |          |          |          |          |          |          |          |

- Legenda:      nel cast principale;      apparizione ricorrente;      apparizione guest;      non presente nel cast.

### Coliandro
Coliandro (interpretato da Giampaolo Morelli) è il protagonista della serie. Assegnato inizialmente alla squadra mobile, Coliandro è un ispettore incapace e pasticcione, fan di Clint Eastwood e del suo personaggio Harry Callaghan — gli eroi che cerca di imitare, purtroppo per lui con scarsi risultati —, sempre in cerca di un'occasione per potersi mettere in buona luce agli occhi del suo superiore, il commissario De Zan, il quale invece non vedrebbe l'ora di liberarsene. Durante le indagini, nonostante tutta la sua buona volontà, finisce sempre col combinare guai, tanto da costringere presto De Zan a togliergli l'incarico alla mobile per assegnargli, con vivace disappunto dell'ispettore, noiose mansioni da "tappabuchi" in uffici secondari della questura, quali lo spaccio alimentare, l'ufficio scomparsi (da lui paragonato a Chi l'ha visto?), l'ufficio passaporti («la morte civile»), i cinofili, l'autoparco e l'ufficio stranieri. Anche lontano dall'azione, comunque, Coliandro riesce sempre a interferire nelle indagini della mobile, riuscendo a risolvere da solo casi all'apparenza molto complicati — grazie più che altro a fortuna e testardaggine, viste le sue scarse doti investigative, tanto che spesso e volentieri dichiara di «non averci capito nulla» —, anche se alla fine nessuno gliene riconosce mai il merito; il rientro ufficiale alla mobile, «la Serie A», è il grande sogno che Coliandro insegue. Personaggio molto solitario e dalla piatta vita privata, fuori dall'orario di lavoro trascorre principalmente le sue serate chiuso in casa guardando qualche vecchio poliziesco in televisione o ascoltando Fausto Papetti (di cui apprezza particolarmente le copertine osé degli album), mentre cena sul divano con birra e pizza surgelata, oppure guidando lungo le strade di Bologna quella che chiama la sua «bambina», ovvero la sua Alfa Romeo rossa ed elaborata di tutto punto.

### Trombetti
Trombetti (interpretato da Enrico Silvestrin) è il partner di Coliandro alla squadra mobile di Bologna. Vice ispettore, ha un passato da teppista in una piccola banda criminale, di cui oggi non ha piacere a ricordare. Non si dimostra un detective dal fiuto sensazionale ma, a differenza del collega, evita di cacciarsi nei guai e riesce sempre a risolvere i suoi casi. È uno dei pochi amici fidati di Coliandro all'interno della polizia, e spesso si trova a dover mettere un freno alle scellerate azioni del collega. Esce di scena alla fine della prima stagione.

### Longhi
La dottoressa Longhi (interpretata da Veronika Logan) è un sostituto procuratore, che presto sale a capo della procura bolognese. Nonostante sia una donna decisamente affascinante (e con lo stesso Coliandro sia percettibile una sottile ma costante attrazione reciproca), causa la sua attitudine al comando è considerata dall'intero commissariato solo un'acida burocrate — «una stronza senza cuore», nelle parole di Coliandro —, seppur tutti le riconoscano l'essere un magistrato integerrimo e, soprattutto, «con le palle», non facendosi intimidire dinanzi a minacce né influenzare da pressioni dall'alto. La Longhi diffida in toto dei metodi investigativi di Coliandro, tanto che è frequente assistere a schermaglie tra i due sul modo di condurre le indagini, cui l'ispettore deve suo malgrado sempre sottostare. Anche con De Zan i rapporti si fanno sempre più tesi col passare degli anni, perché il commissario sente che i modi di fare del magistrato lo "sminuiscono" di fronte ai suoi uomini; in un'occasione il commissario rimprovera la Longhi per aver messo in pericolo Coliandro. Nell'episodio "Smartphone" della sesta stagione, la Longhi è la protagonista femminile; incriminata ingiustamente per via di un'indagine si vede costretta a chiedere l'aiuto di Coliandro, l'unico disposto a rischiare la carriera pur di salvarla e quindi di ospitarla da latitante nel suo appartamento. Durante l'episodio viene coinvolta anche una sua nipote Stella. Tra la Longhi e l'ispettore si alternano momenti "romantici" ad altri in cui lei non esita ad insultarlo o picchiarlo per via dei disastri che combina. Risolta l'indagine, pienamente riabilitata e salvata la nipote, la Longhi dà a Coliandro un bacio appassionato, ma si ripromette che i rapporti tra loro torneranno quelli di prima.

### Gargiulo
Gargiulo (interpretato da Giuseppe Soleri) è un giovane agente, responsabile dello spaccio alimentare della questura. Rispetto ai suoi colleghi è forse l'unico a vedere Coliandro come un «mito», tant'è che passa volentieri con lui molto tempo anche fuori dell'orario di lavoro — si considera infatti senza mezzi termini il miglior amico dell'ispettore, a differenza di costui che invece si mostra più freddo nei suoi confronti —; proprio per via di questo loro stretto rapporto, Coliandro finisce sempre per coinvolgerlo nelle sue indagini, e sovente Gargiulo si dimostra più sveglio dell'amico. Nella vita privata è un grande appassionato del mondo nerd, nonché suo malgrado un "mammone" incapace di tagliare i ponti con l'opprimente madre (o perlomeno incapace di sostenere appieno le sue decisioni); anche quando, con il passare degli anni, Gargiulo riuscirà finalmente ad andare a vivere da solo, la donna non perderà occasione per intrufolarsi nella vita del figlio. Seppur l'ultima ruota del carro della polizia bolognese, è un poliziotto che ama il suo lavoro mettendoci impegno e passione; per questo viene via via promosso, fino a superare col grado di ispettore capo l'amico Coliandro. In seguito s'innamora della nuova collega, la sovrintendente Buffarini, con cui condivide la passione per la saga de Il Signore degli Anelli e i giochi di ruolo, la quale però non sembra ricambiarlo.

### De Zan
De Zan (interpretato da Alessandro Rossi) è il burbero commissario della squadra mobile. Mal sopporta le continue intromissioni di Coliandro nelle indagini degli altri poliziotti, tant'è che di frequente non esita a redarguirlo pubblicamente e a minacciare di trasferirlo in qualche località sperduta, pur di levarselo di torno. Quando Coliandro combina guai particolarmente grossi, De Zan finisce inevitabilmente con il relegarlo per punizione in uffici della questura decisamente poco entusiasmanti per un uomo che si considera, al contrario, votato all'azione. Pur essendo a capo del commissariato, si trova a disagio quando deve suo malgrado cedere l'autorità dinanzi alla dottoressa Longhi.

### Borromini
Borromini (interpretato da Massimiliano Bruno) è un ispettore dell'ufficio immigrazione. Personaggio gioviale e di grande umanità, ha marcate origini calabresi; non di rado, grazie ai suoi contatti e alle sue informazioni, riesce a dare una mano a Coliandro nelle indagini. L'ispettore ha con lui un rapporto amichevole, nonostante Borromini non sopporti alcuni aspetti del suo carattere (in particolare l'ingenua tendenza ad affermazioni e considerazioni di stampo razzista) e non esiti a prenderlo in giro appena può, subendo poi la vendetta di quest'ultimo sotto forma di un improvviso, violento colpo sulla scrivania, che regolarmente lo fa trasalire. È l'unico collega di Coliandro ad aver messo su famiglia, tanto che spesso si trova a svicolare dall'argomento della discussione raccontando invece delle sue vicissitudini casalinghe con moglie e figli. È inoltre un accanito giocatore del Fantacalcio, cui si dedica anche in orario di lavoro.

### Gamberini
Gamberini (interpretato da Paolo Sassanelli) è il nuovo ispettore capo chiamato a sostituire Trombetti alla squadra mobile. Detective metodico, laureato in psicologia — per questo preso in giro da Coliandro, il quale non riconosce il valore della sua laurea triennale (definendola «minilaurea») che pure lo pone in posizione di "superiorità" rispetto ai colleghi —, a inseguimenti e pallottole preferisce lo studio del profilo psicologico degli indagati nonché gli aspetti rituali dei crimini. Seppur non perda occasione per prendere in giro Coliandro a ogni sua uscita, ha subito stretto una forte amicizia con l'ispettore. Di origini pugliesi e dotato di una verve umoristica piuttosto marcata, Gamberini non esita a ingaggiare con Coliandro schermaglie verbali che si concludono inevitabilmente con il disappunto di quest'ultimo (che lo apostrofa con l'espressione "sfiata!" per la sua risata rauca e sibilante), sebbene non disdegni di prendere di mira anche il resto dei suoi colleghi, per quanto in misura minore.

### Balboni
La Balboni (interpretata da Enrica Ajò) è la collega di Gamberini alla mobile. È sempre presa in giro da Coliandro (che l'ha vezzeggiata "Rambo" per via del suo comportamento da dura sul lavoro, oppure "Nano da giardino" per via della sua altezza), quando invece la ragazza si dimostra subito uno degli elementi più validi della questura, e non perde occasione lei stessa per rispondere a tono alle provocazioni dell'ispettore. Trova la morte durante un'indagine.

### Bertaccini
La Bertaccini (interpretata da Caterina Silva) è un nuovo sovrintendente arrivato a rimpolpare l'organico della questura bolognese. Poliziotta dai modi molto spicci, suscita inizialmente l'interesse di Coliandro prima che questi meglio comprenda l'orientamento sessuale della collega. L'ispettore cerca sempre di provocarla, spesso apostrofandola "Bertuccia" o "condor" (in riferimento alla sua peculiare risata, acuta e sincopata) e facendo in sua presenza delle pesanti allusioni sessuali, anche se lei non se ne preoccupa più di tanto. Diviene presto la partner lavorativa di Gamberini mentre, nella vita privata, con il passare degli anni dapprima si sposerà con la sua compagna e poi diventerà madre. Con Coliandro si sviluppa man mano un rapporto di rispetto e amicizia; tuttavia la loro rivalità e le reciproche prese in giro non cesseranno mai del tutto.

### Paffoni
La Paffoni (interpretata da Luisella Notari) è una vice dirigente della polizia scientifica, nei fatti il medico legale del commissariato. Verace romagnola di mezz'età, dal vistoso abbigliamento e dai modi fin troppo espansivi, fuori dal lavoro è un'assidua frequentatrice di balere e appassionata di liscio, tutte passioni attraverso cui rivendica il suo diritto al libertinaggio.

### Buffarini
La Buffarini (interpretata da Benedetta Cimatti) è una giovane sovrintendente. Nonostante sia appena ventenne, ha bruciato le tappe all'interno della polizia grazie al lavoro sotto copertura negli anni passati. Ragazza molto sveglia e fin troppo zelante sul lavoro — facendo spesso esclamare ai colleghi «'azzo la Buffa!» dopo ogni sua intuizione —, a differenza del resto del commissariato nutre immediata fiducia nelle idee di Coliandro. All'apparenza emotiva e fragile, e per questo inizialmente non viene coinvolta da De Zan nelle attività operative sul campo più rischiose, si dimostra invece sicura di sé anche nei conflitti a fuoco. Stringe amicizia con tutti i colleghi, compreso Gargiulo, col quale condivide hobby e passioni, rifiutandone però garbatamente la corte; per contro pare invaghirsi di un carabiniere che le salva la vita durante l'assalto della caserma di Acquanera (località nei pressi di Goro, sul delta del Po) nell'ultimo episodio della sesta stagione, la quale storia non ha però ulteriore seguito.

### Lorusso
Lorusso (interpretato da Francesco Zenzola) è un giovane agente, pugliese come Gamberini ma, a differenza di questi, timido e impacciato, che tuttavia col tempo riesce a farsi notare dai suoi superiori perlopiù grazie alla capacità di sapersi sempre trovare al posto giusto nel momento giusto, suscitando per questo l'immediata invidia di Coliandro. Inizialmente semplice collega dell'ispettore, dopo la partenza di Gargiulo il rapporto tra Coliandro e Lorusso si fa più stretto, quasi a "sostituire" l'ex collega: il giovane agente diventa infatti l'obiettivo delle spacconerie dell'ispettore, ciò nonostante, proprio come accadeva a Gargiulo, spesso riesce a mettersi più in vista dell'ispettore.

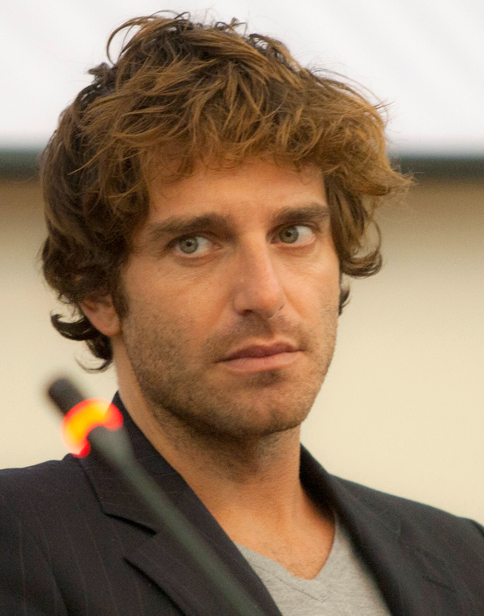
Giampaolo Morelli interpreta Coliandro
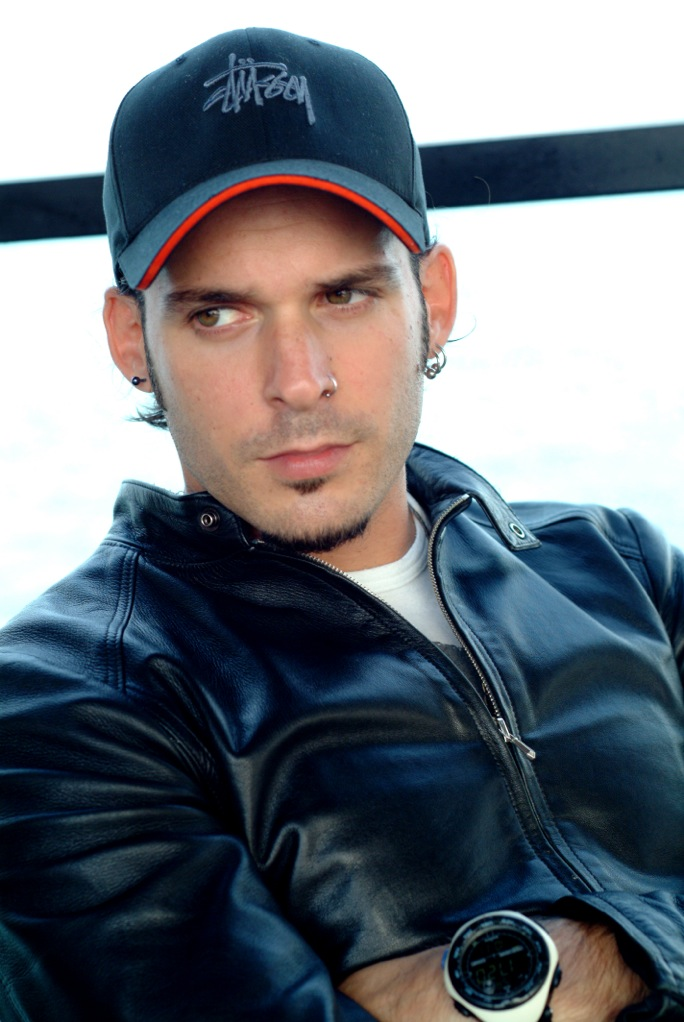
Enrico Silvestrin interpreta Trombetti
Alessandro Rossi interpreta De Zan
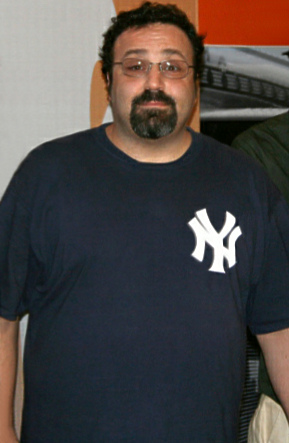
Massimiliano Bruno interpreta Borromini

## Personaggi secondari
- Mamma di Gargiulo (stagione 1-in corso), interpretata da Angela Cotti.
È la madre dell'agente Gargiulo, fin troppo protettiva e sempre pronta a ficcare il naso negli affari del figlio, che anche in età adulta considera ancora come il suo «bambino». Verace emiliana, è riconosciuta come un'ottima cuoca tanto che pure Coliandro spesso ne approfitta — nonostante la donna mal sopporti lo sboccato linguaggio dell'ispettore — soprattutto quando cucina la sua specialità, «le mitiche lasagne bolognesi a sette strati»; da questo piatto nasce uno dei motti della signora, puntualmente tirato fuori ogni volta che Gargiulo e Coliandro sono alle prese coi loro problemi lavorativi, ovvero che «non c'è niente che non si possa guarire con un bel piatto di lasagne».[18]
- Angelica (stagioni 1-4), interpretata da Dalila Ansalone.
È la nipote di Coliandro, l'irrequieta figlia di sua sorella (interpretata da Tita Ruggeri). Inizialmente una bambina piuttosto testarda, puntigliosa e rompiscastole, con l'adolescenza diviene una seguace degli ambienti black metal.
- Alessia (stagioni 1-2), interpretata da Cecilia Dazzi.
È una ragazza della disagiata periferia bolognese, proveniente da una famiglia di ladri e truffatori, che incontra Coliandro durante la ricerca dell'omicida del fratello. Pur non rinnegando le sue origini, col passare degli anni abbandona il crimine per condurre una vita onesta.
- Barbara[19] (stagioni 1-3), interpretata da Giorgia Sinicorni.
È una giornalista che si occupa della cronaca nera cittadina e per questo si trova a frequentare i corridoi della questura bolognese. Giovane e affascinante, Coliandro non le resta insensibile tanto da finire sempre per spifferarle particolari riservati sulle indagini in corso, rischiando così di comprometterle.
- Jelena (stagioni 2-4), interpretata da Xhilda Lapardhaja.
È una giovane ragazza serba, arrivata suo malgrado in Italia insieme al fratello, al soldo di una rete criminale internazionale ordita dal camorrista Scognamiglio.
- Scognamiglio (stagioni 2-6), interpretato da Antonino Iuorio.
È un boss del clan dei casalesi di stanza a Bologna, in affari con la criminalità serba. Soprannominato "il chiattone" per la sua stazza, è il suo acerrimo nemico in quanto per colpa sua è costretto a muoversi con un respiratore e un bastone dopo che il suo socio slavo, indispettito dal suo atteggiamento provocatorio, lo ferisce gravemente alla gola e gli spara.

- Geometra Zoboli (stagione 2-in corso), interpretato da Giorgio Comaschi.
È un ricco libero professionista assiduo frequentatore di locali notturni.
- Hamid (stagione 3-in corso), interpretato da Muhammed Tahir Mahmood.
È il commerciante di generi alimentari pakistano da cui Coliandro compra spesso da mangiare e da bere, e con il quale ha puntualmente rimbrotti o piccole liti. Tra i soprannomi che Coliandro gli affibbia spesso vi sono "Sandokan", "Kabir Bedi" e "India", i quali fanno adirare (e non poco) l'uomo che rimarca orgogliosamente la propria nazionalità, pakistana e non indiana.
- Giacomino (stagione 5-in corso), interpretato da Vito.
È un uomo dai tratti infantili, che vive in una comunità religiosa. È affetto da una forma di autismo (è per questo soprannominato da Coliandro, con suo grande disappunto, Rain Man), ma allo stesso tempo palesa grandi capacità matematiche; sembra ossessionato dalla città di Tbilisi. Condivide con Coliandro l'interesse per i film di Clint Eastwood. Anche se non lo dà a vedere, è bravo a sparare ed a giocare a poker.
- Ilaria (stagione 5-in corso), interpretato da Serena Rossi.
Sorella minore di Giacomino, avevano in comune la madre, morta e per questo trovano accoglienza nella parrocchia dove lei fa volontariato per poter stare vicino al fratello; in seguito segue un fidanzato medico, che non compare mai, in missioni umanitarie all'estero, ritornando poi a Bologna per fare l'infermiera e quindi, raggiunta l'indipendenza economica, vivere con il fratello fuori dalla parrocchia. Per il suo aspetto quasi angelico e lo sguardo ingenuo è soprannominata Biancaneve da un innamoratissimo Coliandro che però non riesce mai a dichiararsi apertamente e completamente, anche quando è lei che sembra timidamente avvicinarsi.

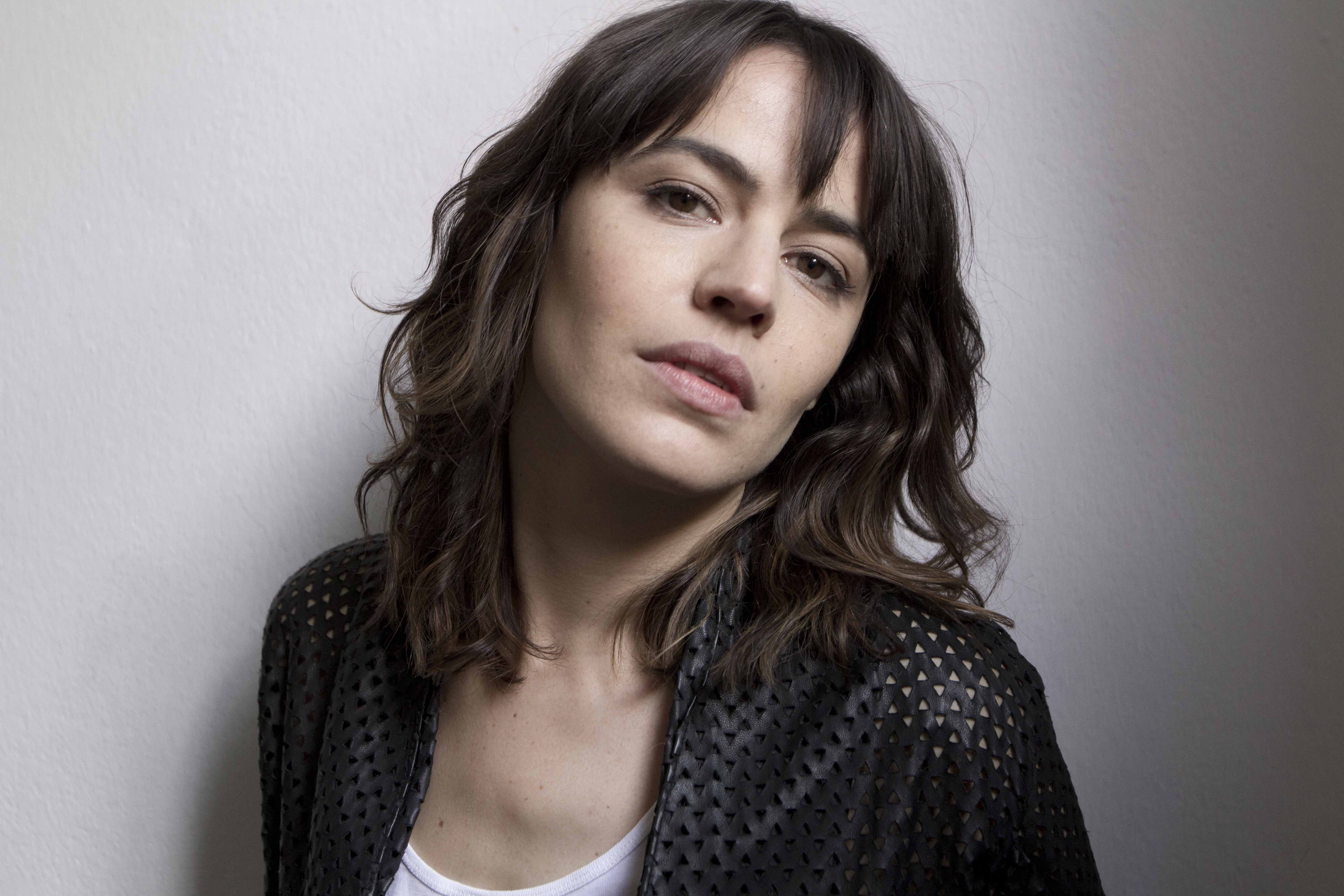
Giorgia Sinicorni interpreta Barbara
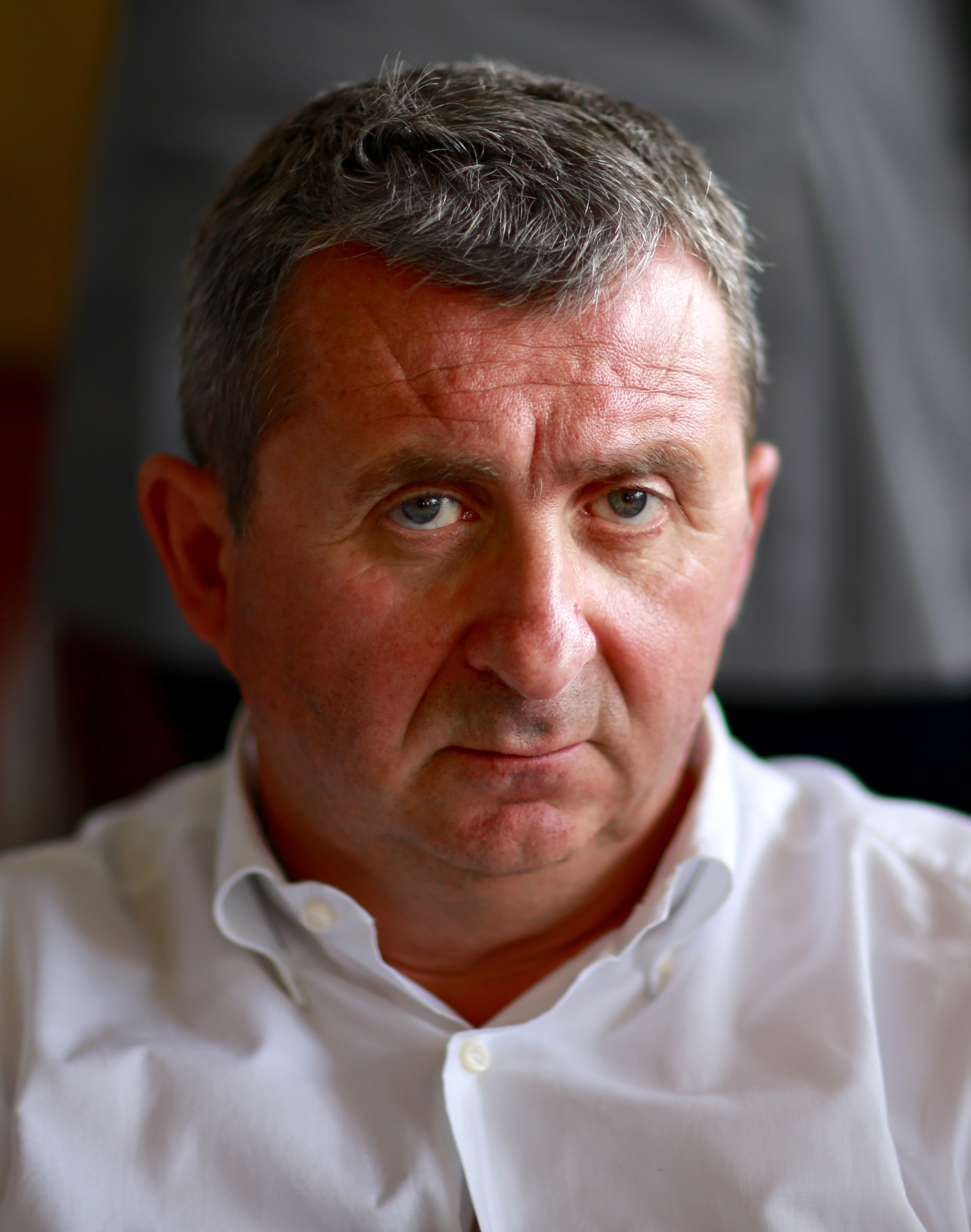
Vito interpreta Giacomino
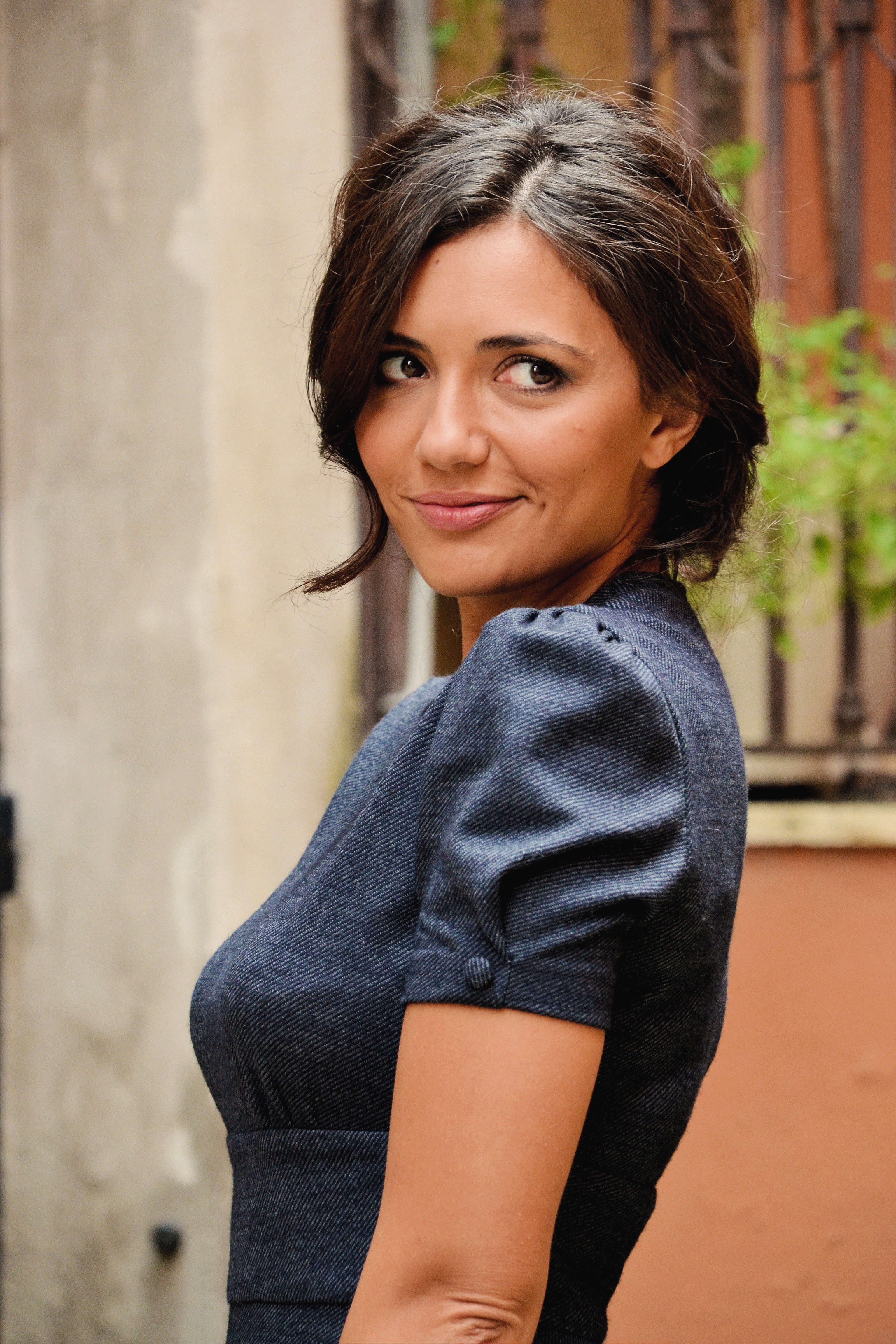
Serena Rossi interpreta Ilaria

## Guest star
Fin dall'episodio pilota, numerose personalità del mondo della televisione e in generale dello spettacolo italiano hanno preso parte a L'ispettore Coliandro, sia in ruoli secondari che in dei semplici camei; a cominciare da Carlo Lucarelli, il creatore del personaggio letterario alla base della serie. Tra gli altri, hanno inoltre partecipato: Cesare Bocci, Neffa, Luca Carboni, Nino Frassica, Francesco Facchinetti, Daria Nicolodi, Dan Peterson, Max Pezzali, Lillo, Greg, Myriam Catania, Giancarlo Magalli, Francesca Chillemi, Euridice Axen, Arianna Montefiori, Nathalie Caldonazzo, Andrea Roncato, Gigi Sammarchi, Francesco Pannofino, Claudia Gerini, Iva Zanicchi, Gué Pequeno, Paolo Calabresi e Gianmarco Tognazzi.